# رحلة كولومبوس الأولى

مسار الرحلة

رحلة كولومبوس الأولى هي الرحلة الأولى للبحار الإيطالي المعروف كريستوفر كولومبوس والتي بدأت في 3 أغسطس من عام 1492 وانتهت في 15 مارس من عام 1493 وأدت هذه الرحلة إلى أكتشاف قارة أمريكا الشمالية وكانت أهم رحلة لكريستوفر كولومبوس وأكثرها نجاحا من وجهة نظر الإسبان، وكانت هذه الرحلة من أهم رحلات عصر الاستكشاف على الإطلاق. وذكر العلماء والمؤرخين انه اعتمد على خرائط المسعودي

## أهداف الرحلة
كانت أهداف الرحلة هي:
1. الشهرة والثراء.
2. إيجاد طريقة جديدة للوصول للهند دون المرور ببلاد المسلمين.[3]
3. توسيع الاستعمار الإسباني.
4. إثبات نظرية أن الأرض كروية الشكل.
5. منافسة الدول الأوروبية العظمى الآخرى مثل الإمبراطورية البرتغالية والإمبراطورية البريطانية.
6. البحث عن التوابل والذهب.
7. توسيع إنتشار اللغات الأوروبية.

## طاقم الرحلة
تكون الطاقم من ثلاثة سفن وهن:
1-نينا: وكانت تزن أكثر من 100 طن وعلى متنها 24 بحارا تحت قيادة فيسنتي يانييز بينزون.

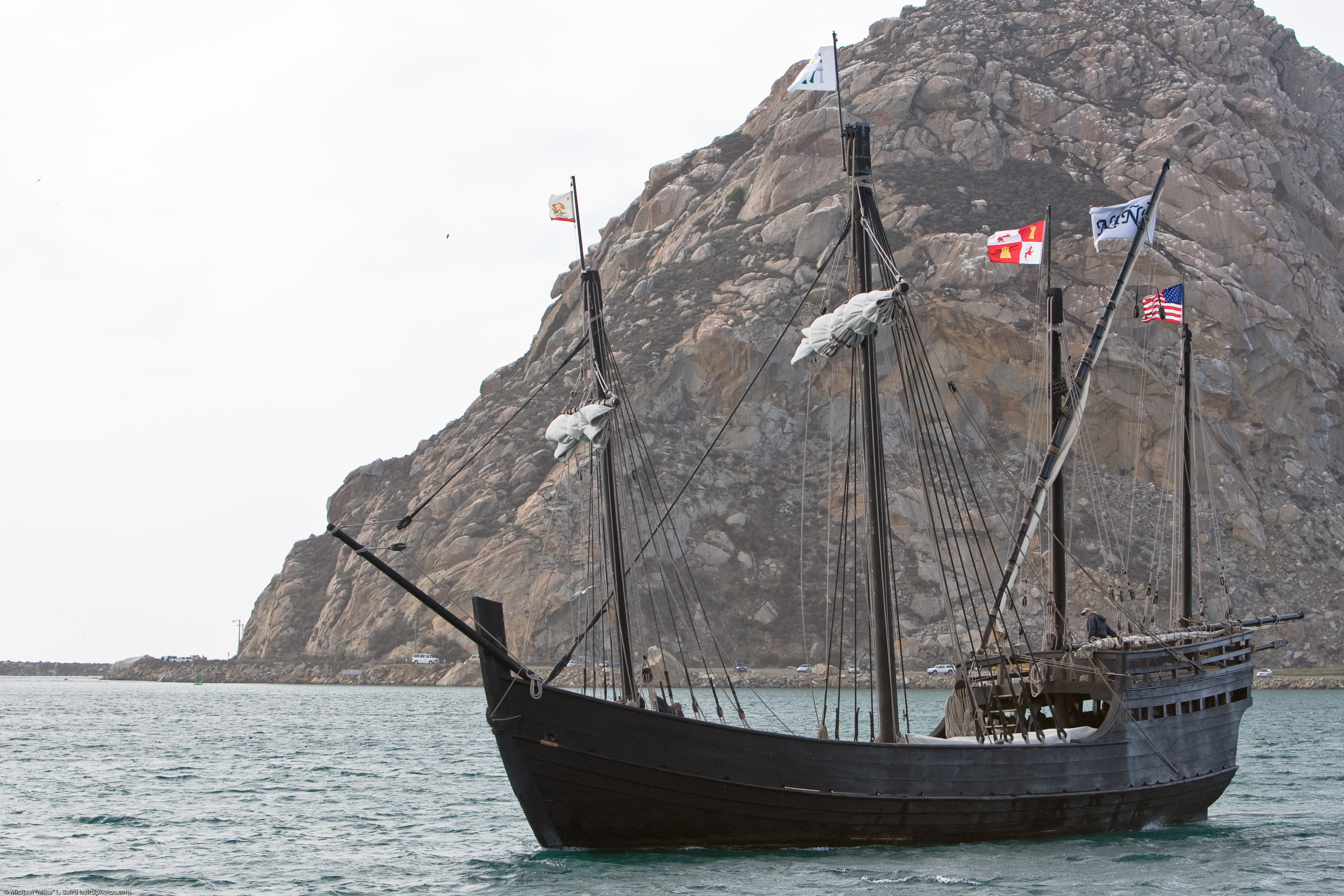
نسخة طبق الأصل من سفينة نينا

2-بينتا: وكانت تزن 140 طنًا وعلى متنها 27 بحارا تحت قيادة النقيب البحار مارتن ألونسو بينزون.

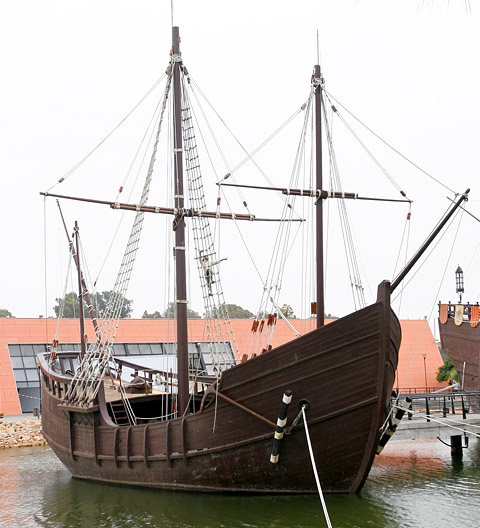
نسخة طبق الأصل من سفينة بينتا

3-سانتا ماريا: وكانت تزن 150 طنًا وعلى متنها 39 بحارا تحت قيادة كريستوفر كولومبوس نفسه.

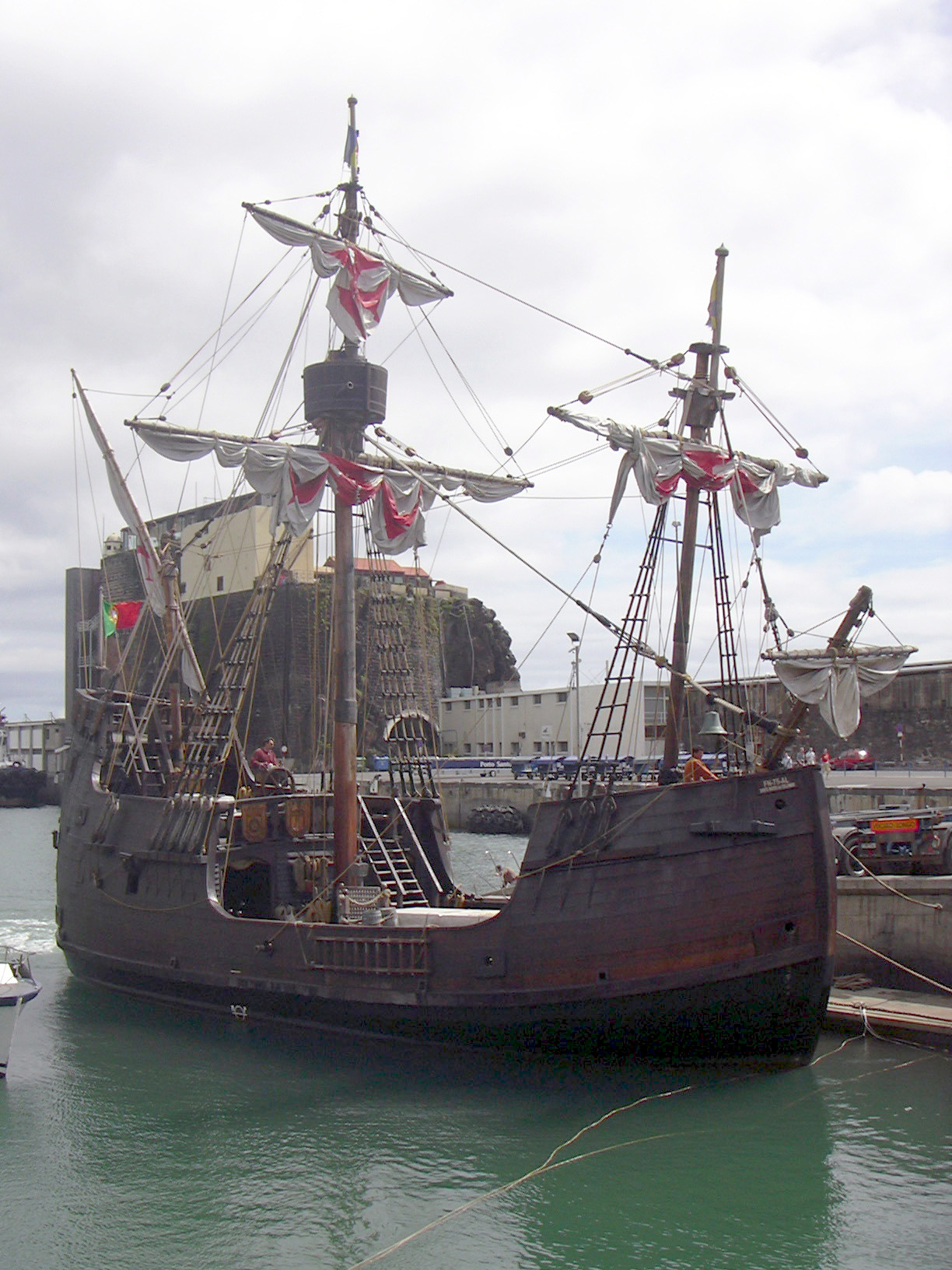
سفينة سانتا ماريا

## الرحلة
بدأت سفينة سانتا ماريا الإبحار في تمام الساعة السادسة صباحا في 3 أغسطس من عام 1492 وكان على متنها كولمبوس بينما بدأت السفينتان المتبقيتان الإبحار في 6 سبتمبر من نفس العام وفي نفس المسار بالضبط، ابحرت السفن الثلاثة دون مشاهدة أي يابسة لمدة شهر كامل وبعدها بأيام قليلة شعر كولومبوس بالدهشة بسبب ملاحظة أن البوصلات تشير دائما إلى القطب المغناطيسي لاكنه تمكن من التغلب على هذه العقبة بعد بضعة أيام عن طريق إجتياز الأمواج الطويلة في المحيط الأطلسي.
وبعد أيام شعر الطاقم بالخوف بسبب هبوب الرياح من إتجاه الغرب بشكل متواصل ما كان يشكل خطرا على الرحلة وجعل العودة أمر شبه مستحيل بالنسبة لهم، وفي 7 أكتوبر من نفس العام وعلى سفينة نينا كان هناك إنذار كاذب حيث رأى أحد البحار أن هناك يابسة من بعيد لكن بعد قليل أدرك الطاقم بأنها في الواقع ليست يابسة بل كان البحار يتخيل ذلك لا أكثر.
وفي 10 أكتوبر مل البحارة من الرحلة الطويلة وأرادوا العودة لإسبانيا لكن قادتهم طمئنوهم وقالوا لهم بأن اليابسة قريبة وباتوا قريبين جدًا منها، وفي ليلة 11 أكتوبر الخميس في ذلك الوقت وبالفعل، ظهرت علامات إيجابية من سفينة بينتا على أنه يوجد يابسة كبيرة من مسافة قريبة ما جعل الطاقم سعداء.

### الاكتشاف
في ليلة 11 أكتوبر، كتب كولومبوس في مذكراته أنه متأكد تمامًا وجود أرضً قريبة من السفن، وأخيرًا في الساعة الثانية بعد منتصف الليل شاهدوا الأراضي ووصلوا لها لكنهم أرادوا البحث عن مكانًا مناسبًا للنزول ووجوده في الساعة الرابعة فجرًا ولكن قرر كولومبوس الهبوط في اليوم التالي.

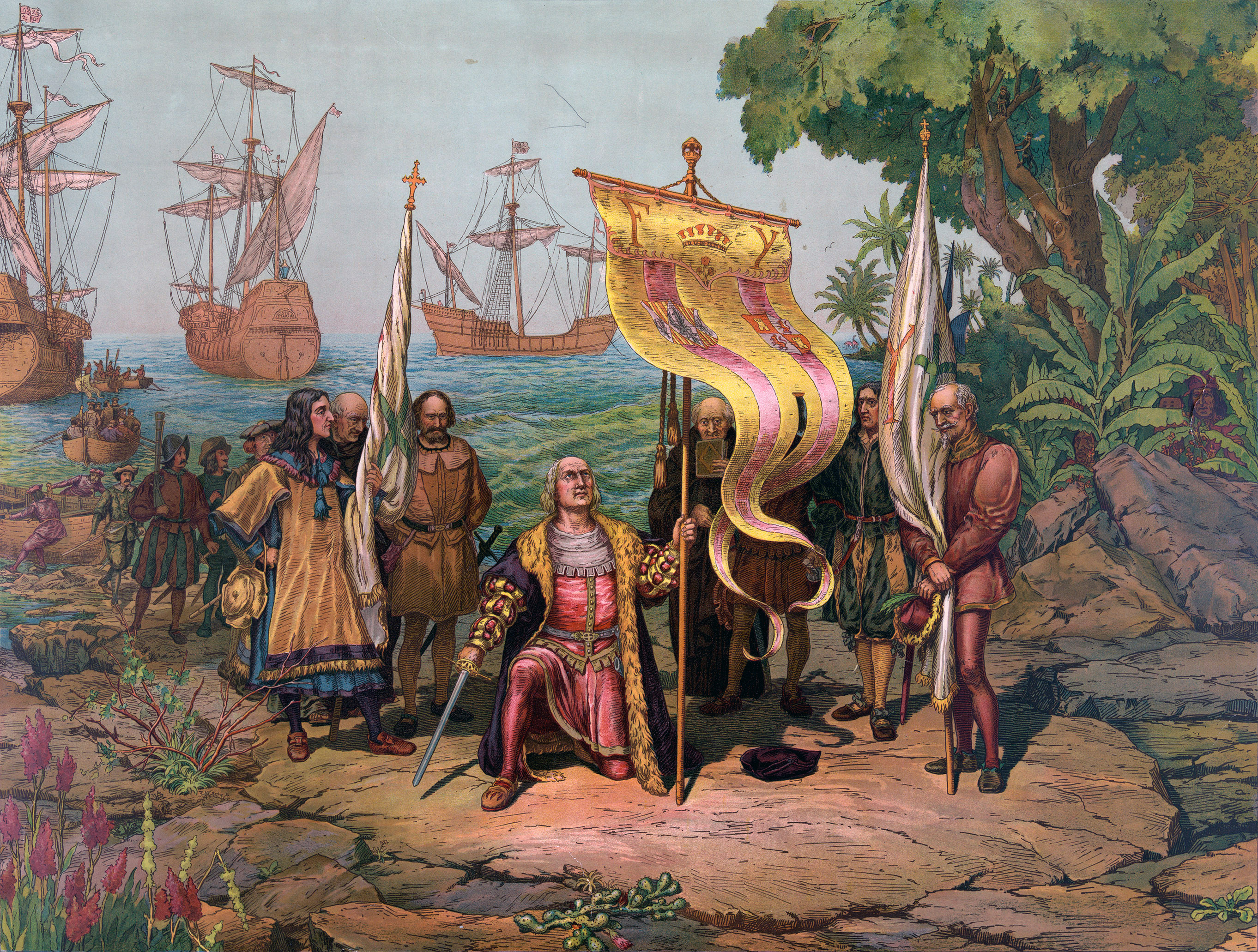
هبوط البحارة في العالم الجديد

وفي ظهيرة 12 أكتوبر من نفس العام، نزل كولومبوس ومعه بحاران الساحل وتمشوا به ومن ثم نزل البحارة وألتقوا السكان الأصليين والذي تم تسميتهم الهنود الحمر وتبادل الطرفين الهدايا والأشياء وأخذ الاستفسارات عن ما إذا كانت هذه الأرض هي الهند أم أنها أرضً آخرى ومن هم البحارة ومن أين جائوا وكان كل ذلك في جزيرة سان سلفادور.

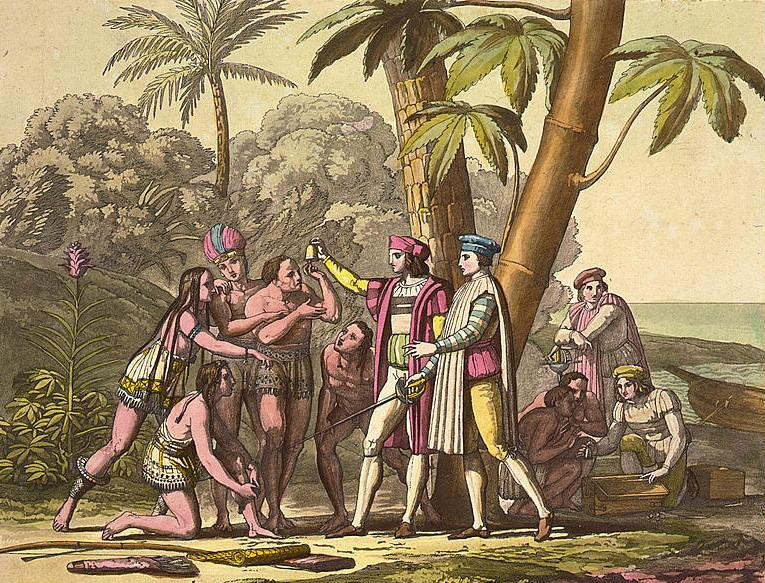
تبادل الهدايا بين المستكشفين والهنود الحمر

أكمل البحارة الرحلة، وفي مساء 27 أكتوبر من نفس العام، وصل كولومبوس إلى كوبا، وفي 5 ديسمبر من نفس العام، وصل كولومبوس إلى هايتي وأطلق عليها اسم هسبانيولا، وعادت السفن الثلاثة في فجر 16 يناير من عام 1493 وبهذا أنتهت رحلة أكتشاف أمريكا الشمالية.